# 唐探1900
《唐探1900》（英語: Detective Chinatown 1900）とは2025年に上映される中華人民共和国の映画。「唐人街探偵」シリーズの新作として、2025年の春節に上映する。主演はワン・バオチャン（王宝強）とリウ・ハオラン（劉昊然）。物語はサンフランシスコの中華街を中心とする。2024年に山東省楽陵影視城にて撮影、同シリーズでは珍しく国内撮影した作品となる。
興行収入は２６億人民元を突破。

## 参考
1. ↑  China, Record. “春節映画にコメディー超大作「唐人街探偵1900」が登場、「封神2」「射鵰英雄伝」と大接戦！？”. Record China. 2025年1月13日閲覧。
2. ↑  China, Record. “「唐人街探偵」シリーズ最新作のキャスト発表、チョウ・ユンファやジョン・キューザックも出演”. Record China. 2025年1月13日閲覧。
3. ↑  “电影《唐探 1900》定档海报发布，2025 年大年初一上映”. 新浪财经 (2024年12月19日). 2024年12月30日閲覧。
4. ↑  快科技 (2025年2月8日). “《唐探1900》热映！陈思诚成中国影史票房最高导演”. finance.sina.com.cn. 2025年2月9日閲覧。